# Endokrine Chirurgie
Endokrine Chirurgie ist eine Spezialisierung innerhalb der Chirurgie und befasst sich mit der operativen Therapie von Erkrankungen der endokrinen Organe wie Schilddrüse, Nebenschilddrüse, Nebenniere, endokrines Pankreas und diffuses neuroendokrines System nach Friedrich Feyrter. Die Chirurgie der Hypophyse und der endokrinen Geschlechtsorgane (Ovarien, Testes) hingegen bleibt in den Händen der Neurochirurgie und Gynäkologie bzw. Urologie.
Die Bedeutung dieser Spezialisierung wird in der engen Kooperation der dort tätigen Chirurgen mit Endokrinologen, Nuklearmedizinern, Pädiatern und anderen klinisch und wissenschaftlich arbeitenden Spezialisten gesehen. In Deutschland wurde eine entsprechende Untergruppe (Arbeitsgemeinschaft) der Deutschen Gesellschaft für Chirurgie 1986 in Marburg gegründet (H.D.Röher) und ist heute als Teilgruppe der Deutschen Gesellschaft für Viszeralchirurgie tätig. Internationale Zusammenarbeit wird besonders von der Europäischen Gesellschaft für endokrine Chirurgie (ESES) erwartet und ist seit Jahren in der Internationalen Gesellschaft für endokrine Chirurgen (IAES) geleistet worden. Daneben werden zunehmend Untergruppen gebildet, die sich mit Spezialfragen wie multiplen endokrinen Tumoren (MEN-1, MEN-2), neuroendokrinen Karzinomen (NEC) und Insulinomen beschäftigen, und wissenschaftliche und klinische Veranstaltungen und Zusammenarbeit offerieren.